# 2 Days in New York
2 Days in New York is een Europese romantische komedie uit 2012 van en met Julie Delpy en met verder onder meer Chris Rock. De film is een vervolg op 2 Days in Paris uit 2007.

## Verhaal
Parisienne Marion (Julie Delpy) woont met haar zoontje in New York, dit omdat haar ex Jack, de vader van het kind, daar ook woont. Haar relatie met haar nieuwe vriend Mingus (Chris Rock) komt onder druk te staan als haar vader (Albert Delpy), haar zus Rose en diens vriend voor twee dagen op bezoek komen.

## Rolverdeling
| Acteur           | Personage       | Opmerkingen                                                                |
| ---------------- | --------------- | -------------------------------------------------------------------------- |
| Julie Delpy      | Marion          |                                                                            |
| Chris Rock       | Mingus          | Marions nieuwe vriend                                                      |
| Albert Delpy     | Jeannot         | Marions vader. (Albert Delpy is ook in werkelijkheid Julie Delpy's vader.) |
| Alexia Landeau   | Rose            | Marions zus                                                                |
| Alexandre Nahon  | Manu            | Rose' vriend                                                               |
| Malinda Williams | Elizabeth       | Mingus' zus                                                                |
| Arthur French    | Lee Robinson    | Mingus' vader                                                              |
| Kate Burton      | Bella           |                                                                            |
| Dylan Baker      | Ron             |                                                                            |
| Daniel Brühl     | "The Oak Fairy" |                                                                            |
| Vincent Gallo    | zichzelf        |                                                                            |